# Bienvillers-au-Bois

Bienvillers-au-Bois este o comună în departamentul Pas-de-Calais, Franța. În 1 ianuarie 2022 avea o populație de 665 de locuitori.